# Шляков, Николай Васильевич
Николай Васильевич Шляков (11 [23] ноября 1861, Углич, Ярославская губерния — 8 января 1932, Углич, Ивановская Промышленная область) — русский филолог, специалист по древнерусскому языку, древнерусской и древнеславянской литературам.

## Биография
Родился в Угличе. В 1881 году с золотой медалью окончил Ярославскую гимназию. Дальнейшее образование получил в Нежинском историко-филологическом институте. Специализировался в семинаре И. В. Ягича на Историко-филологическом факультете Санкт-Петербургского университета.
Состоял преподавателем русского языка в Оренбургском Неплюевском кадетском корпусе.
Входил в комиссию Академии наук по изданию памятников древнерусской письменности. Принимал участие в «Словаре русского языка», составляемом Академией наук. Помещал статьи в «Русском филологическом вестнике», «Журнале Министерства народного просвещения», «Известиях Отделения русского языка и словесности Императорской академии наук», «Сборнике статей по славяноведению учеников В. И. Ламанского» (СПб., 1905) и др. изданиях. Автор многих работ по угличской диалектологии.
Являлся членом Ярославской и Оренбургской учёных архивных комиссий.
Лауреат Макарьевской премии Академии наук.
Умер 8 января 1932 года в Угличе.

## Некоторые труды
- О поучении Владимира Мономаха. — СПб.: Тип. В. С. Балашева и К°, 1900. — 116 с.